# Staffordshireskatten
Staffordshireskatten (eller Staffordshirefundet) er det største arkæologiske fund af angelsaksiske guld- og sølvarbejder. Fundet skete på en mark ved landsbyen Hammerwich ved Lichfield i Staffordshire i England den 5. juli 2009 og består af omkring 3.500 genstande, der næsten alle er krigs- eller kampredskaber. Genstandene er dateret til det 7. eller 8. århundrede og er fra samme periode som  kongedømmet Mercia. 
Eksperter har fremsat teorier om formålet med deponeringen af de mange genstande og har spekuleret på, om de er kristne eller paganere. Kvaliteten er generelt meget høj, og fundet er bemærkelsesværdigt med den store mængde sværd og hjelme. 
Fundet blev vurderet til £ 3.285.000 og er købt af Birmingham Museum & Art Gallery og Potteries Museum & Art Gallery i England.

## Opdagelse
Fundet blev gjort den 5. juli 2009 af Terry Herbert, der afsøgte et område ved Lichfield med en metaldetektor med tilladelse fra ejeren, Fred Johnson. Efter fem dage havde han fundet mønter til 244 poser og kontaktede myndighederne. En formel udgravning blev nu sat i værk. 
Den 24. september 2009 blev fundet erklæret et skattefund, så det tilhørte staten ("The Crown"), og opdagelsen blev offentliggjort. Det medførte en mediestorm verden over.

## Billedgalleri
- Del af sværd
- Del af sværd
- Fragment fra en hjelm
- Terry Herbert, der fandt skatten

## Eksterne links
- Wikimedia Commons har flere filer relateret til Staffordshireskatten
- Officielt website Arkiveret 2. september 2012 hos  Wayback Machine
- Officiel billedserie offentliggjort på Flickr af fundet
- National Geographic, Staffordshire Gold Hoard, November 2011 Arkiveret 25. december 2016 hos  Wayback Machine

52°39′19″N 1°54′24″V / 52.6553°N 1.9067°V